# جيرارد فيلان
جيرارد فيلان (بالإنجليزية: Gerard Phelan)‏ هو لاعب كرة قدم أمريكية أمريكي، ولد في 20 يناير 1963.